# Bak Dilip
Bak Dilip is een bestuurslaag in het regentschap Aceh Besar van de provincie Atjeh, Indonesië. Bak Dilip telt 740 inwoners (volkstelling 2010).